# Парросель, Этьен
 Этьен Парросель, прозванный  Римским (фр. Étienne Parrocel, 1696, Авиньон — 1775, Рим) — французский живописец академического направления.
Этьен Парросель — член большой семьи художников, сын Жака-Иньяса Парроселя и Жанны Мари Перрье. Крещён 8 января 1696 года в приходе Сен-Жинье д’Авиньон (Saint-Giniès d’Avignon). Он работал со своим дядей, живописцем Пьером Парроселем (1664—1739), и отправился с ним в Италию, где оставался до конца жизни. Он чувствовал себя итальянцем, подписывал свои картины Стефано (Stephano), или Стефанус (Stefanus), и вскоре получил прозвание Этьен Парросель Римский (Étienne Parrocel Le Romain). С конца 1730 года он выполнял многочисленные заказы на картины для церквей Италии и своего родного Прованса. В 1734 году Этьен Парросель стал членом Академии Святого Луки. Он расписал фресками несколько церквей, в том числе базилику Санта-Прасседе, купол церкви Святой Магдалины в Риме, писал алтарные картины для церквей Сан-Луиджи-деи-Франчези, Санта-Мария-ин-Трастевере, портреты кардиналов и других знатных лиц.

## Галерея

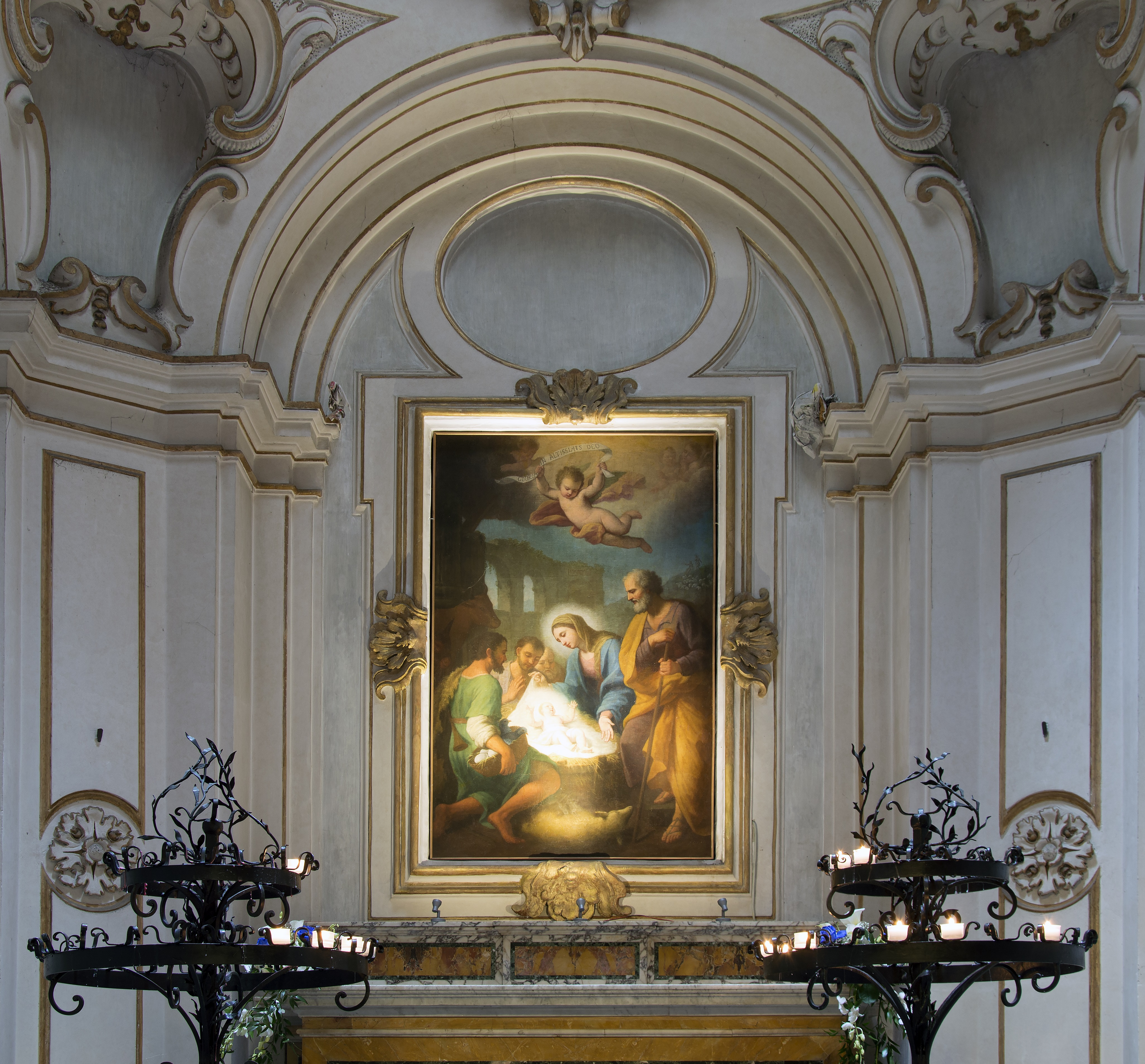
Рождество. Церковь Санта-Мария-ин-Трастевере, Рим
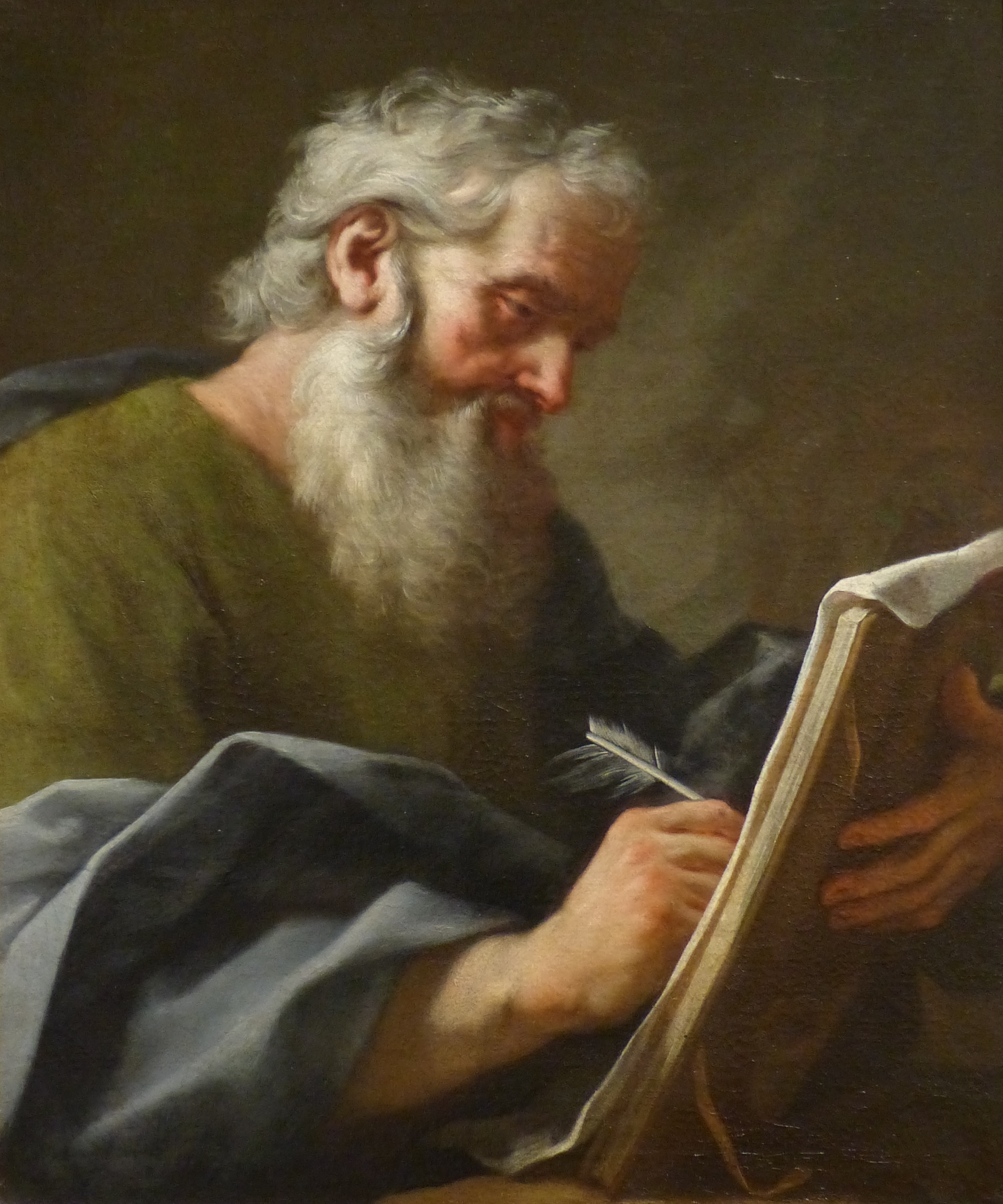
Иоанн Евангелист. 1740. Музей Кальве, Авиньон
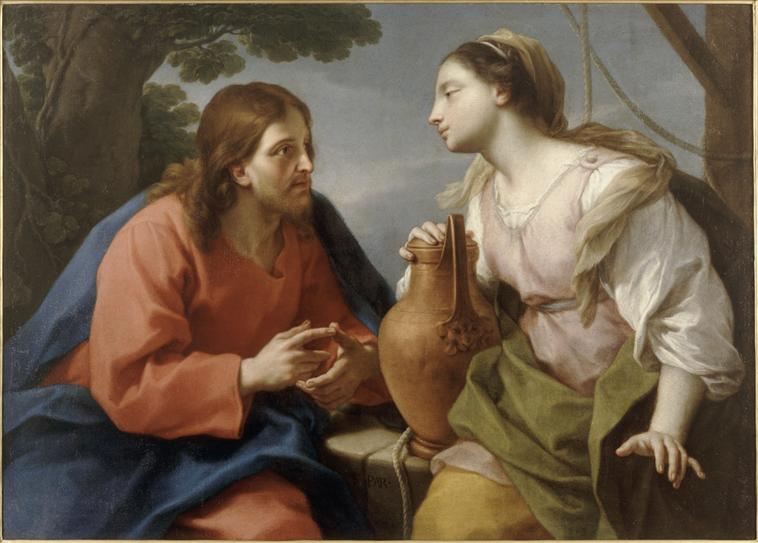
Иисус и самаритянка. Музей Феша, Аяччо (Корсика)
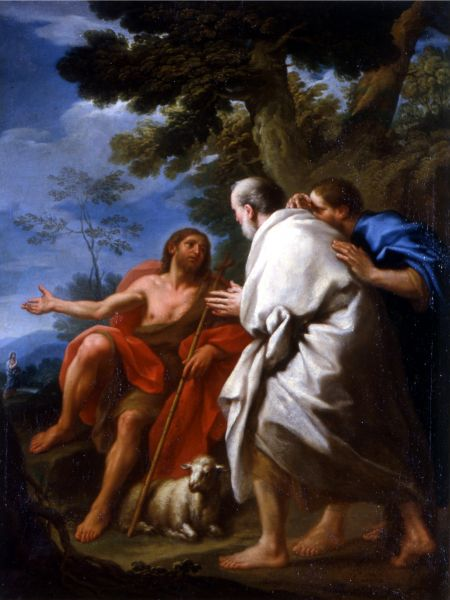
Иоанн Креститель предсказывает явление Мессии. 1730. Музей Кальве, Авиньон
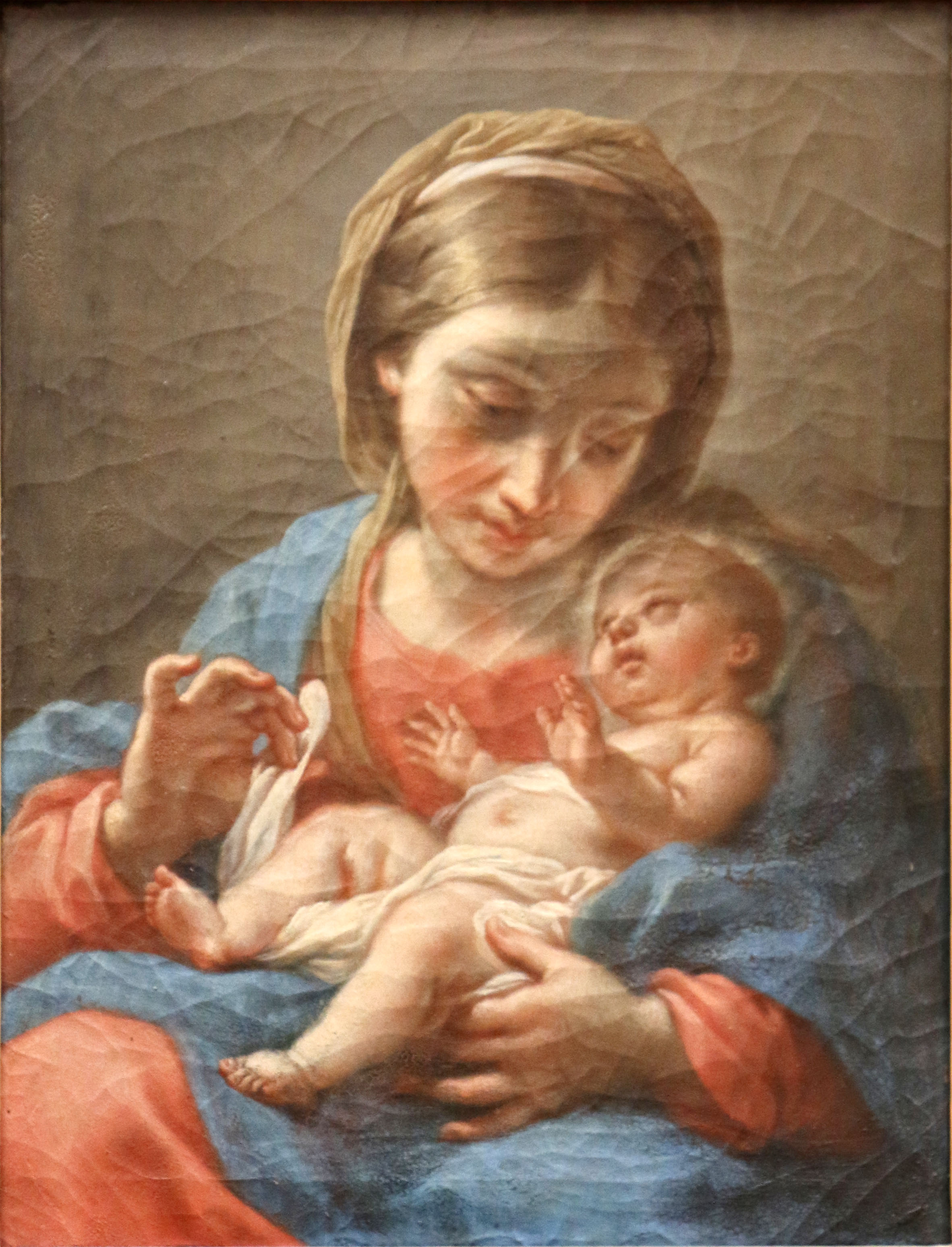
Дева Мария с Младенцем. 1733. Музей Контаден-Дюплесси. Карпантра, Прованс